# Bezirk Pinogana
Pinogana ist ein Bezirk (distrito) der Provinz Darién in Panama. Die Einwohnerzahl betrug laut Volkszählung 2023 21.523.

## Gliederung
Der Bezirk Pinogana ist administrativ in folgende Corregimientos unterteilt:
- El Real de Santa María
- Boca de Cupé
- Paya
- Pinogana
- Púcuro
- Yape
- Yaviza
- Metetí
- Wargandi (indigenes Territorium)